# Villa Jalón
Villa Jalón es una antigua localidad y actual paraje rural argentino situado en el sudeste de la Provincia del Chaco, en el departamento Libertad. Depende administrativamente del municipio de Puerto Tirol, de cuyo centro urbano dista unos 3 km.
Se formó alrededor de una fábrica de tanino, a menos de 500 metros de un embarcadero sobre el río Negro. Mientras funcionó la fábrica fue un centro poblado de importancia en la zona. No obstante con el cierre de la misma la villa se redujo a los restos de la compañía y casas rurales en los alrededores.

## Historia
La zona de Villa Jalón corresponde con una de las primeras áreas en ser colonizadas en el Territorio Nacional del Chaco a fines del siglo XIX. A comienzos del siglo XX un tren Decauville unía la población con Barranqueras, por lo que Villa Jalón era uno de los pocos lugares de la provincia conectados de forma permanente.
La fábrica de tanino fue fundada en 1916 por José Femenia, en 1925 fue comprada por La Forestal, que la mantuvo hasta 1935, año en que cerró definitivamente. Las condiciones de trabajo en la fábrica no eran adecuadas, algunos obreros se alojaban en los hornos de carbón.

## Instituciones
Cuenta con un establecimiento de educación primaria que lleva el nombre del fundador de la fábrica de tanino.

## Vías de comunicación
La principal vía de comunicación es un camino de tierra que se corresponde con el antiguo trazado de la Ruta Nacional 16, que la comunica al sudeste con Puerto Tirol y al noroeste con la mencionada ruta y Colonia Popular.

## Población
Según el INDEC, Villa Jalón no constituía un centro urbano en los censos nacionales de 2001 y 2010 por lo que no hay datos de población.